# Jõhvi (Jõhvi)

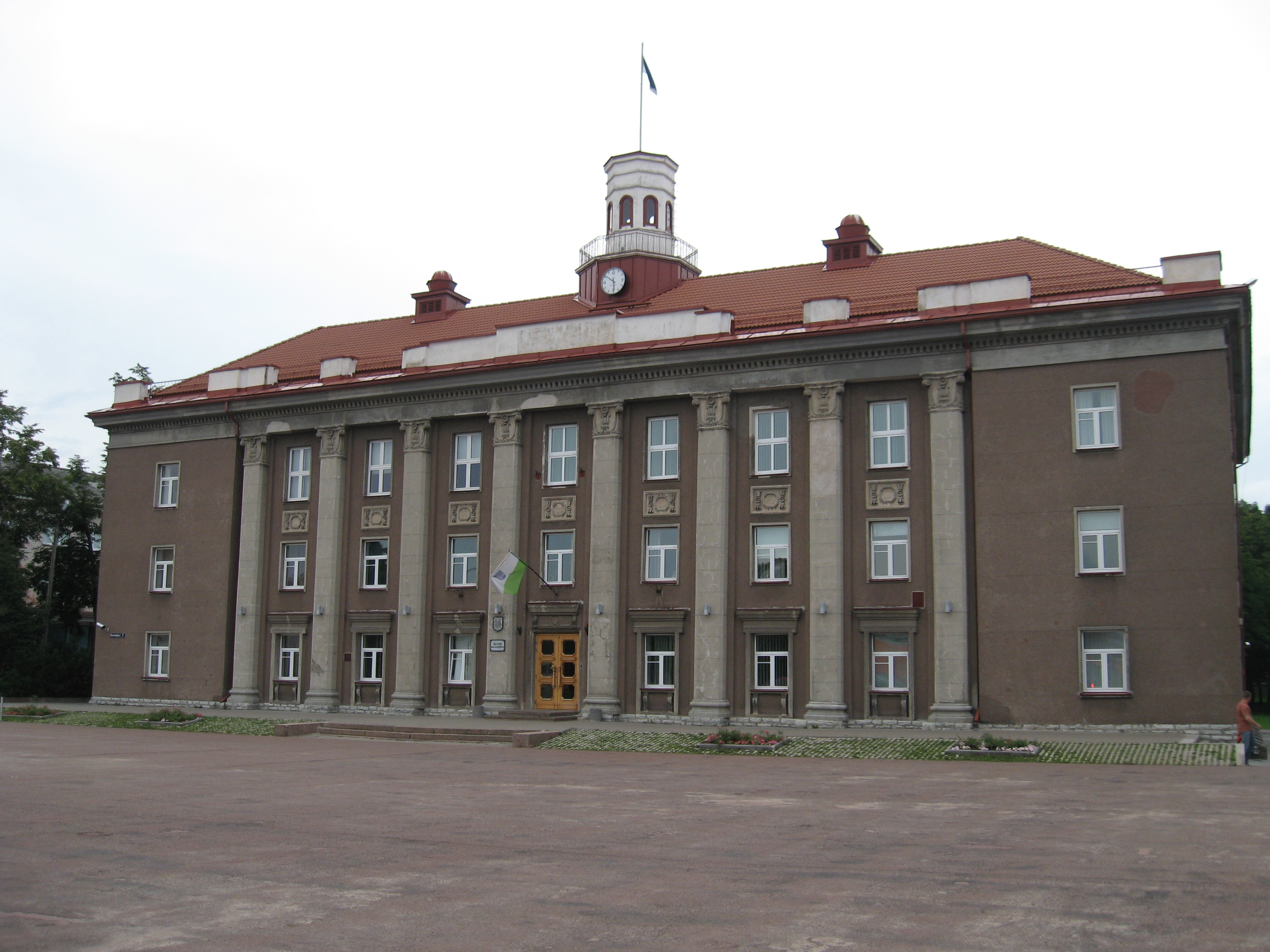
Sitz der Stadtverwaltung

Jõhvi (deutsch Jewe, russisch Йыхви) ist eine Stadt im Nordosten Estlands. Sie ist die Hauptstadt des Landkreises Ida-Viru.

## Lage und Einwohnerschaft
Jõhvi liegt 42 Kilometer südwestlich der drittgrößten estnischen Stadt Narva. Die Fläche beträgt 7,62 km².
Seit 2005 gehört die Stadt verwaltungsmäßig zur Landgemeinde Jõhvi (Jõhvi vald). Die Gemeindeverwaltung hat ihren Sitz in der Stadt. Das Verwaltungsgebäude wurde 1954 errichtet.
Jõhvi liegt an der Bahnstrecke von Tallinn über Narva nach Sankt Petersburg. In Jõhvi treffen sich die wichtigen Überlandstraßen Tallinn-Narva-Sankt Petersburg und Riga-Tartu-Jõhvi. Durch das Stadtgebiet fließt der Fluss Pühajõgi.
Westlich und südlich der Stadt liegen die Abbaugebiete für Ölschiefer, die die Stadt während des Bestehens der Estnischen SSR industriell geprägt haben. Die sowjetischen Behörden haben in Jõhvi wie in den anderen Industriestädten Nordost-Estlands zahlreiche slawischsprachige Arbeiter aus anderen Teilen der Sowjetunion angesiedelt. Die Esten gerieten so nach dem Zweiten Weltkrieg zur Minderheit.
1938 lebten 2.525 Menschen in Jõhvi. Nach den Zerstörungen des Zweiten Weltkriegs hatte die Stadt nur noch 800 Einwohner. Mit der sowjetischen Industrialisierung wuchs die Bevölkerung rasant an: 1959 lebten über zehntausend Menschen in der Stadt. Kurz nach dem Zusammenbruch der Sowjetunion zählte Jõhvi 16.400 Einwohner. Heute ist die Zahl auf knapp 10.500 zurückgegangen. Aufgrund der Arbeitslosigkeit ist die demographische Entwicklung negativ.
Heute sind über fünfzig Prozent der Stadtbevölkerung ethnische Russen. Esten machen nur zirka ein Drittel der Einwohnerschaft aus. Sonstige ethnische Gruppen sind Ukrainer und Weißrussen.
Der Wohnraum der Stadt wird von viergeschossigen Typenbauten geprägt, wie sie überall in der Sowjetunion errichtet wurden. Im Viertel südlich der Eisenbahntrasse prägen fünf- bis neungeschossige Typenbauten das Stadtbild.

## Geschichte
Vor der Eroberung und Christianisierung Estlands stand an dem Ort wahrscheinlich eine Festung der heidnischen Esten. Der niederdeutsche Name Jõhvi tauchte erstmals als Gewi 1241 im Waldemar-Erdbuch (Liber Census Daniæ) urkundlich auf, einem dänischen Steuerverzeichnis. Seine Etymologie ist bis heute nicht endgültig geklärt.
Zisterzienser hatten die erste Kirche gegründet. Um das Jahr 1250 entstand das Kirchspiel Jõhvi. Nach der Zerstörung der ersten Kirche in Kämpfen zwischen Russen und Deutschen im Jahre 1367 wurde eine steinerne Festungskirche gebaut, die Teil eines Festungsgürtels zwischen Peipussee und Finnischem Meerbusen war. Er umfasste auch die Vasallenburgen von Edise und Järve. 1491 erwähnten kirchliche Quellen erstmals das Ordensgut Jõhvi (Jewe).
Im 16. Jahrhundert fanden während des Livländischen Krieges im Kirchspiel Jõhvi heftige Gefechte statt. Nach der Eroberung der Festungskirche am 3. Februar 1558 raubten die Sieger die Kirche aus und brannten sie schließlich nieder. Das Kirchspiel wurde verwüstet. Im Jahr 1581 eroberten schwedischen Truppe Jõhvi, die das schwedische Verwaltungssystem einführten. So entstand auf der Grundlage des Ordensgutes Jõhvi das Lehen Jõhvi, welches territoriell mit dem Kirchspiel Jõhvi übereinstimmte.
Wichtig für die Entwicklung der Stadt war das Jahr 1782, als der Postweg von Tallinn in die russische Hauptstadt Sankt Petersburg nicht mehr an der Ostseeküste, sondern durch Jõhvi führte. Auch der wichtige Verbindungsweg von Sankt Petersburg nach Westeuropa über die livländischen Städte Tartu und Riga führte durch Jõhvi. 1782 eröffnete die Poststation von Jõhvi.
Im Jahr 1825 fand in Jõhvi der erste Jahrmarkt statt, erste Geschäfte öffneten. Pfarrer F. F. Meyer gründete 1852 eine Kirchenschule, zehn Jahre später wurde sie zu einer Schule für das Kirchspiel, die bis 1883 bestand. 1865 fand im Kirchspiel Jõhvi ein Sängerfest statt.
Großen Aufschwung erhielt Jõhvi, als 1870 die Bahnlinie zwischen der estnischen Hauptstadt Tallinn und der russischen Hauptstadt Sankt Petersburg in Betrieb genommen wurde. 1889 wurde der Ort zum Gerichtssitz für die Region.
1917 wurde Jõhvi der Rang eines Großdorfs (alevik) verliehen. 1938 wurde Jõhvi zur Stadt.
Während des Bestehens der Sowjetunion wurde Jõhvi 1960 in die Stadt Kohtla-Järve eingemeindet. 1991 wurde Jõhvi wieder zur eigenständigen Stadt. Seit 2005 ist die Stadt Jõhvi Teil der gleichnamigen Landgemeinde (Jõhvi vald).

## Wirtschaft
Während des Zweiten Weltkriegs wurde die Stadt in den Kämpfen zwischen der deutschen Wehrmacht und der Roten Armee zum größten Teil zerstört. 60 Prozent der Wohnhäuser fielen dem Krieg zum Opfer. 1944 sprengten die deutschen Truppen auf ihrem Rückzug den Bahnhof, die Mittelschule sowie die Bier- und Schnapsfabrik.

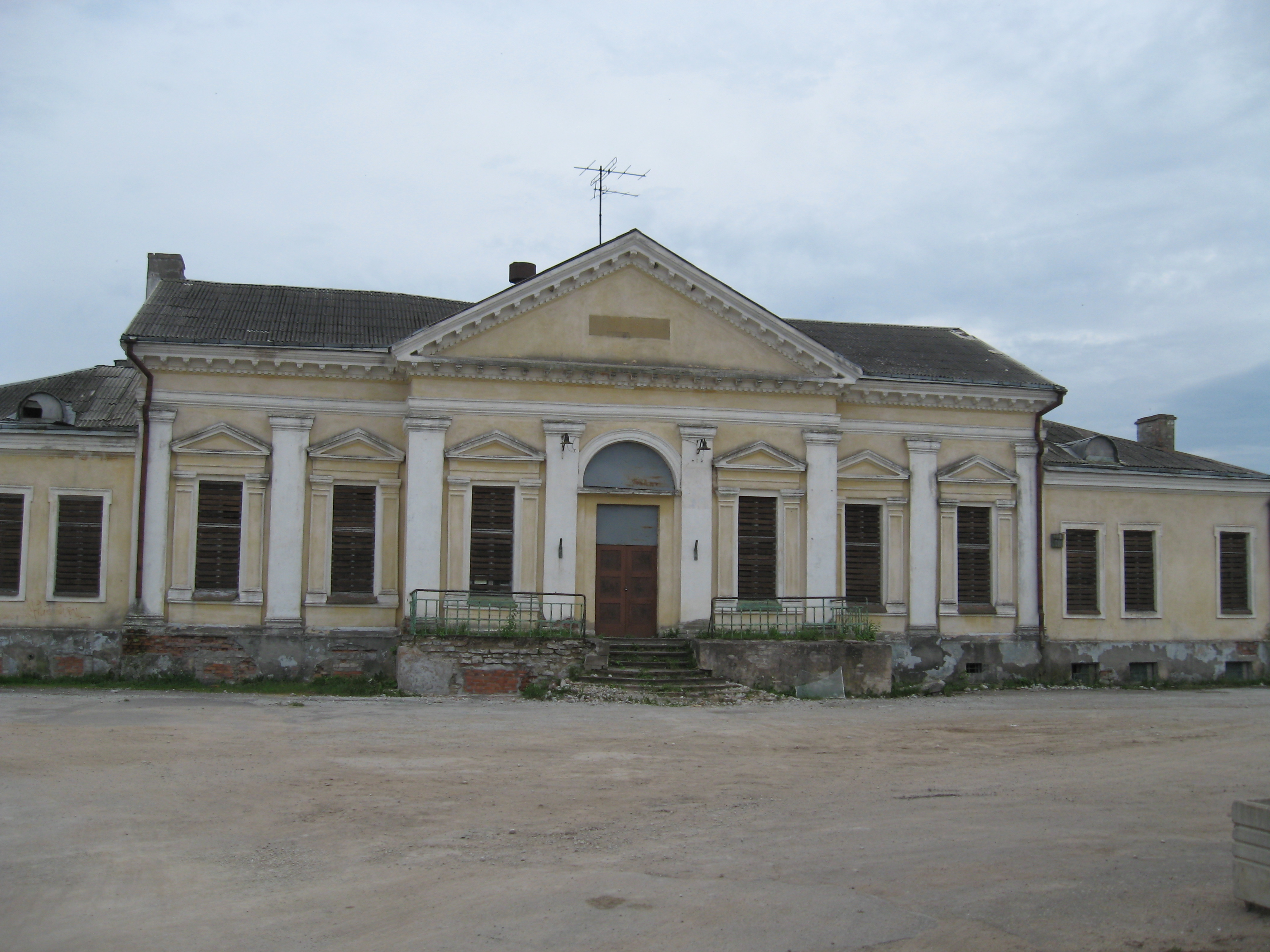
1951 erbautes Bahnhofsgebäude

Mit der sowjetischen Besetzung Estlands begann die verstärkte Industrialisierung der Region. Der Bahnhof wurde wieder aufgebaut; im Westteil der Stadt entstand 1949 das Ölschieferbergwerk Nr. 2. Es war bis 1973 in Betrieb. Mit der Schaffung sowjetischer Industrieanlagen war der Zuzug von meist slawischsprachigen Bürgern aus anderen Teilen der Sowjetunion verbunden.
Im Gegensatz zu den Nachbarstädten Kohtla-Järve, Sillamäe und Narva gibt es in Jõhvi neben dem Ölschieferabbau keine großen Betriebe. Hier befindet sich der Verwaltungssitz von Eesti Energia Kaevandused AS, einem Tochterunternehmen von Eesti Põlevkivi, das in der Region Ölschiefer abbaut. Weitere Arbeitgeber sind im 21. Jahrhundert Unternehmen der Nahrungsmittelindustrie. 
Im Osten der Stadt liegt das derzeit (Stand 2010er Jahre) modernste Gefängnis Estlands, das Viru Vangla.

## Bildung und Kultur

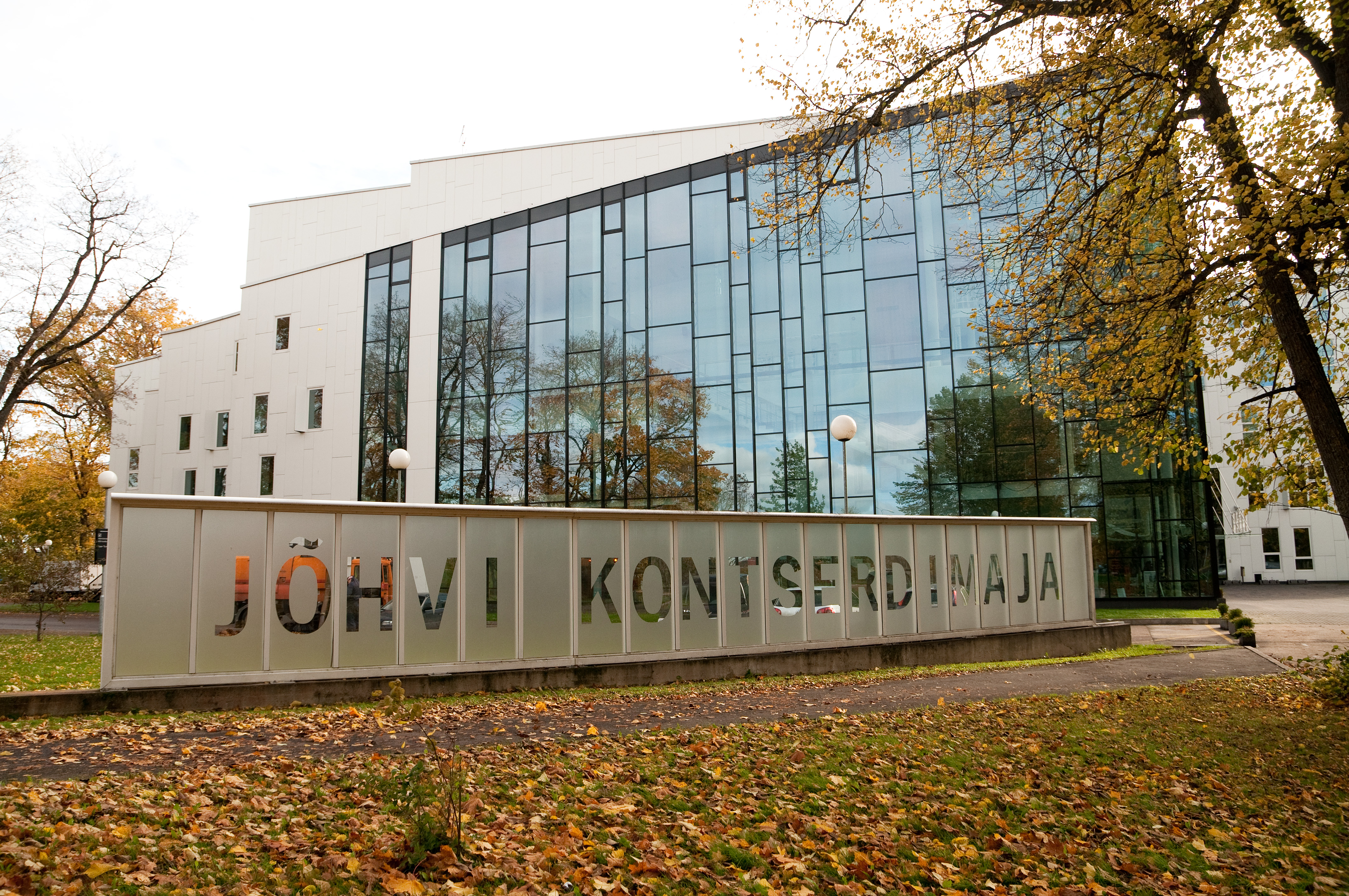
Konzerthaus

In Jõhvi gibt es ein russischsprachiges und ein estnischsprachiges Gymnasium. Am Ort sind eine Berufsfachschule und die Außenstelle der Universität Tartu für Umweltwissenschaft.
2005 wurde das moderne Konzerthaus von Jõhvi fertiggestellt. Der Entwurf stammt von den Architekten Ra Luhse und Tanel Tuhal. Daneben existieren zwei professionelle Kindertheater sowie verschiedene Chöre Tanzensembles.
Erholung bietet der 41 Hektar große Stadtpark.

## Kirchen und Friedhöfe

### Evangelisch-lutherische Kirche

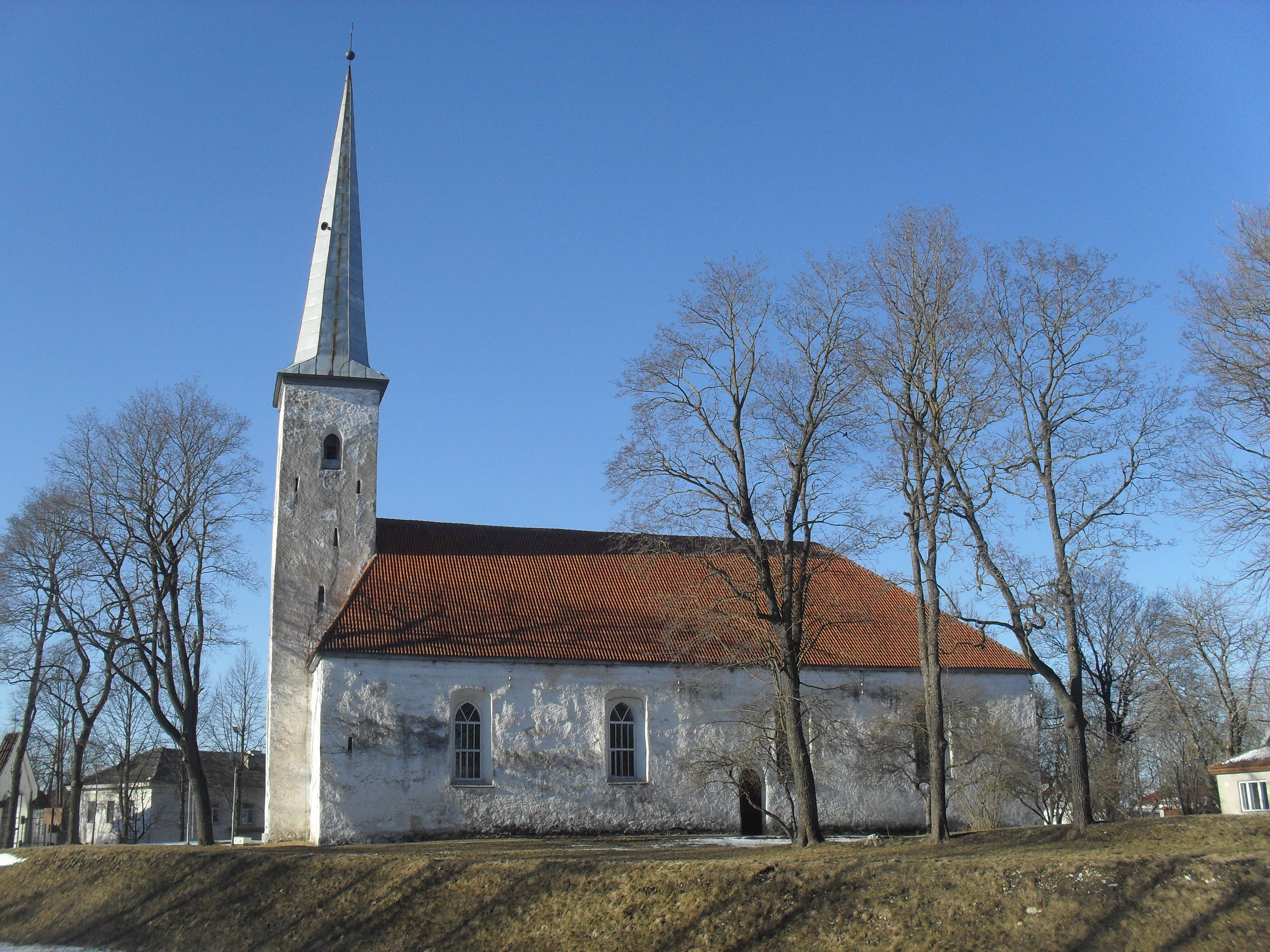
Evangelisch-lutherische Kirche

Im Westen der Stadt steht die evangelisch-lutherische Michaeliskirche (Mihkli kirik) mit ihrem fünfzehn Hektar großen Friedhof. Das dem Erzengel Michael geweihte Gotteshaus ist das älteste Gebäude der Stadt. Die erste Gründung geht wahrscheinlich auf die Mitte des 14. Jahrhunderts zurück.
Geprägt wird das einschiffige Kirchengebäude von seinen bis zu zwei Meter breiten, unregelmäßig geformten Mauern, die auf die ehemalige Funktion als Festungskirche hinweisen. Anfang des 16. Jahrhunderts, kurz vor Ausbruch des Livländischen Krieges, wurde der achtgeschossige Turm an der Westseite angefügt. Der barocke Turmhelm stammt von 1728. Sein heutiges Aussehen erhielt er nach mehreren Zerstörungen 1984. Seit 2009 verfügt die Kirche wieder über eine Glocke.
Die in der Werkstatt des Tallinner Meisters Johann Valentin Rabe hergestellte Kanzel wurde im Jahr 1728 installiert. Ernst von Liphardt malte im Jahr 1900 das Altarbild Christi Himmelfahrt. In der Kirche finden zahlreiche Konzerte statt. Die Orgel von 1957 stammt aus der estnischen Werkstatt Kriisa.
Im Untergeschoss des Gotteshauses, dem ehemaligen Pulverkeller, ist seit 2002 ein kleines Museum eingerichtet. Dort sind auch archäologische Artefakte aus der Umgebung der Stadt zu sehen, unter anderem die ältesten Eisenfunde Estlands. Neben dem Museumssaal befindet sich in der Krypta eine kleine Kapelle.

### Deutscher Soldatenfriedhof
Neben der Kirche befindet sich im August 2001 hergerichtete deutsche Soldatenfriedhof, den der Volksbund Deutsche Kriegsgräberfürsorge betreut. Etwa 3.000 Soldaten, die im Sommer 1944 an der Narva-Front gefallen sind, wurden dort beigesetzt.

### Russisch-orthodoxe Kirche

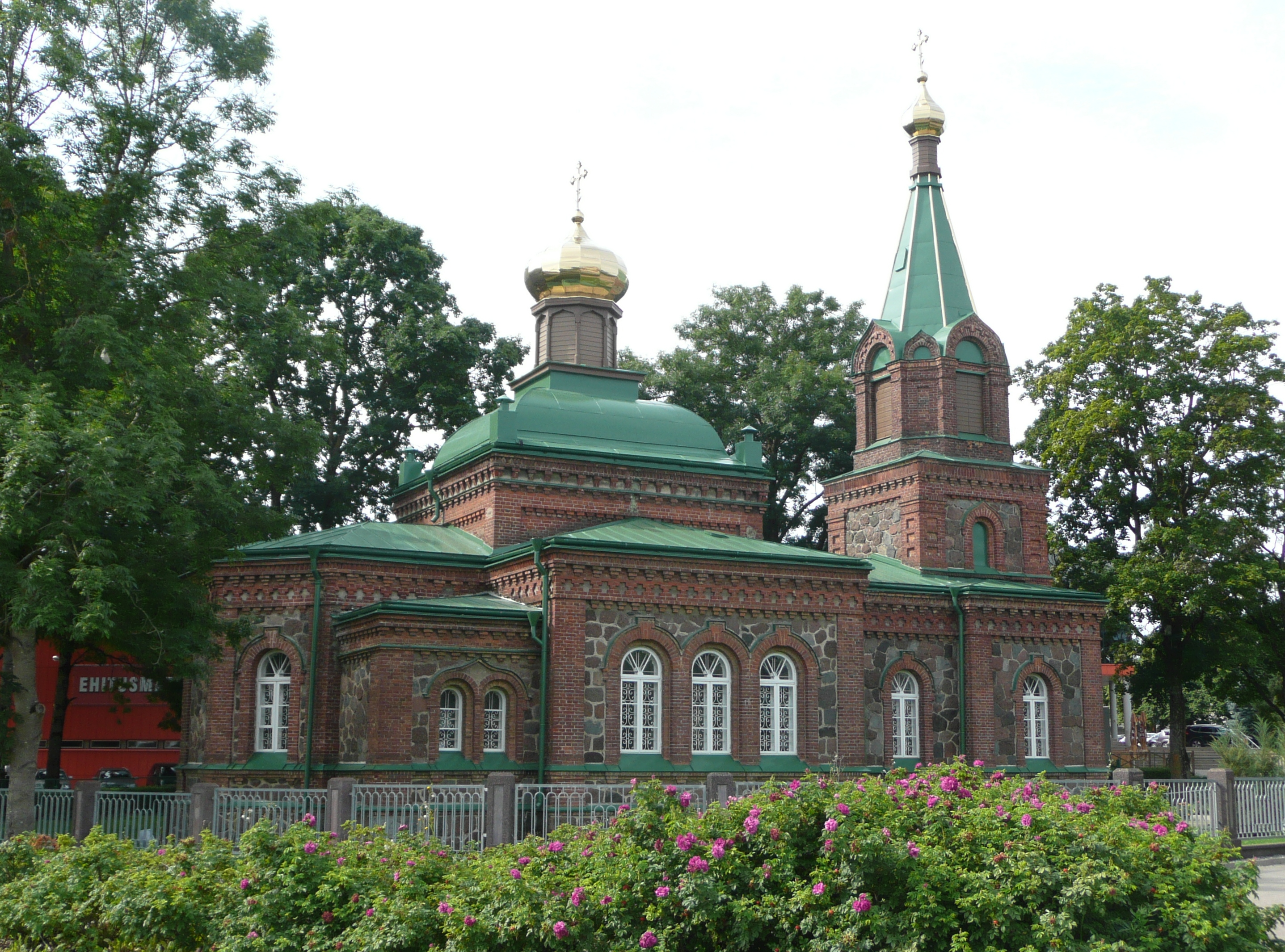
Russisch-orthodoxe Kirche

Die russisch-orthodoxe Kirche der Erscheinung des Herrn wurde 1894/95 im Stil des Historismus erbaut. Ein Griechisches Kreuz bildet den Grundriss des dreiteiligen Zentralbaus. Im Westen befindet sich der Glockenturm, im Osten die polygonale Apsis. Die Ikonostase stammt aus den 1870er Jahren.
Das Gotteshaus untersteht heute der Estnischen Orthodoxen Kirche des Moskauer Patriarchats. Berühmtester Geistlicher der Kirche war nach dem Zweiten Weltkrieg Alexei Michailowitsch Ridiger, der von 1990 bis 2002 als Alexius II. Patriarch von Moskau und der ganzen Rus und damit das Oberhaupt der Russisch-Orthodoxen Kirche war.

### Methodistische Gemeinde
Daneben existiert in der Stadt eine methodistische Kirchengemeinde.

## Persönlichkeiten
- Anna Maria Orel (* 1996), Hammerwerferin